# Christian Chávez
José Christian Chávez Garza (Reynosa, Tamaulipas, Meksiko, 7. kolovoza 1983.) je meksički pjevač i glumac, najpoznatiji po ulozi Giovannija Méndeza Lópeza u telenoveli Buntovnici (Rebelde). Chávez je glumio i u seriji "Clase 406" kao Fercho. Nakon završetka snimanja serije Rebelde 2006. Christian Chávez je glumio zajedno sa svojim kolegama iz RBD-a u seriji "RBD: La Familia" i to 2007. godine.
Njegovi kolege iz RBD-a kažu da je veoma šašav i omiljen, a poznat je i po čestim promjenama boje kose.
Tijekom serije Rebelde, mladi glumci osnivaju sastav RBD, koji postiže svjetsku popularnost.Zajedno s Anahí,Dulce Marijom,  Maite Perroni, Alfonsom Herrerom, Christopherom Uckermannom objavljuje devet studijskih albuma, uključujući albume na španjolskom, engleskom i portugalskom. Prodali su više od 20 milijuna primjeraka i imali su turneje u Meksiku, Sjevernoj i Južnoj Americi, Srbiji, Sloveniji, Rumunjskoj, Španjolskoj i mnogim drugim zemljama Europe. 15. kolovoza 2008. godine, objavljuju svojim obožavateljima da će se 2009. godine raspasti. Otišli su na zadnju turneju, Gira Del Adios World Tour, koja je završila početkom 2009. godine. Chavez se u grupi RBD veoma zbližio s kolegama Christopherom Uckermanom i Alfonsom Herrera,te su postali prijatelji.
Nakon raspada RBD-a započinje solo karijeru pjevača te u ožujku 2010. godine objavljuje svoj prvi solo album Almas Transparentes. Singlovi s albuma su bili "¿En Dónde Estás?" i "Almas Transparentes". Krajem 2010. godine debitirao je kao u voditelj koji je predstavljao Latinsku Ameriku na American Music Awards gdje je predstavio duet s indonezijskom pjevačicom Agnes Monicom za pjesmu "¿En Dónde Estás?" na tri jezika (španjolski, engleski i indonezijski). U ožujku 2011. godine snima svoj novi singl za pjesmu Libertad u duetu s bivšom kolegicom Anahí iz zajedničke grupe RBD. Video za pjesmu je postao veoma popularan i u samo dva dana dosegao milijun pogleda na mreži YouTube. 2012. godine objavio je svoj prvi album uživo Esencial, koji je snimljen u Brazilu.

## Privatni život
U ožujku 2007. pojavile su se fotografije s vjenčanja Cháveza i njegovog menadžera B.J. Murphyja koje je obavljeno 2005. u Kanadi (taj brak više ne traje). Povodom ovog događaja izdao je priopćenje u kojem kaže da nije otkrivao detalje o svom homoseksualnom braku iz privatnih i profesionalnih razloga.
Trenutno živi u Los Angelesu.
2012. godine australski časopis Mate izabrao ga je za jednog od 500 najvažnijih homoseksualaca u povijesti (242. mjesto).

## Diskografija
- 2010.:Almas Transparentes
- 2012.:Esencial s RBD
- 2004.: Rebelde (album)
- 2005.: Nuestro Amor
- 2006.: Celestial
- 2006. – 2007.: Rebels
- 2007.: Empezar Desde Cero
- 2008.: Best of RBD
- 2009.: Para Olvidarte De Mi

### Singlovi
- 2010.: ¿En Dónde Estás?
- 2010.: Almas Transparentes
- 2011.: Libertad (ft. Anahí)
- 2012.: Sacrilegio
- 2012.: Mas Vale Tarde que Nunca (ft. Ana Victoria)

### Turneje
- 2009.: Christian Pocket Show
- 2010. – 2011.: Libertad World Tour
- 2012.: Tour Esencial

## Filmografija
- 2002. – 2003.: Clase 406
- 2004.: Rebelde
- 2007.: RBD:La familia
- 2011.: Fixing Paco